# 圳頭交流道
圳頭交流道位於臺灣桃園市大園區圳頭里，為臺灣國道二號甲線指標0公里處的交流道，於2023年1月9日通車，是國道二號甲線通車之終點，可前往蘆竹區、觀音區及大園工業區。
|            | 0 圳頭 | 大園 圳頭 |
| 大園工業區 | 0 圳頭 |           |

## 外部連結
- 國道二號甲線圳頭交流道示意圖 （页面存档备份，存于）（交通部高速公路局）